# Oguma Hideo

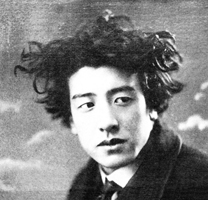
Oguma Hideo

Oguma Hideo (japanisch 小熊 秀雄; geboren 9. September 1901 in Otaru (Präfektur Hokkaidō); gestorben 20. November 1940 in Tokio) war ein japanischer Dichter.

## Leben und Wirken

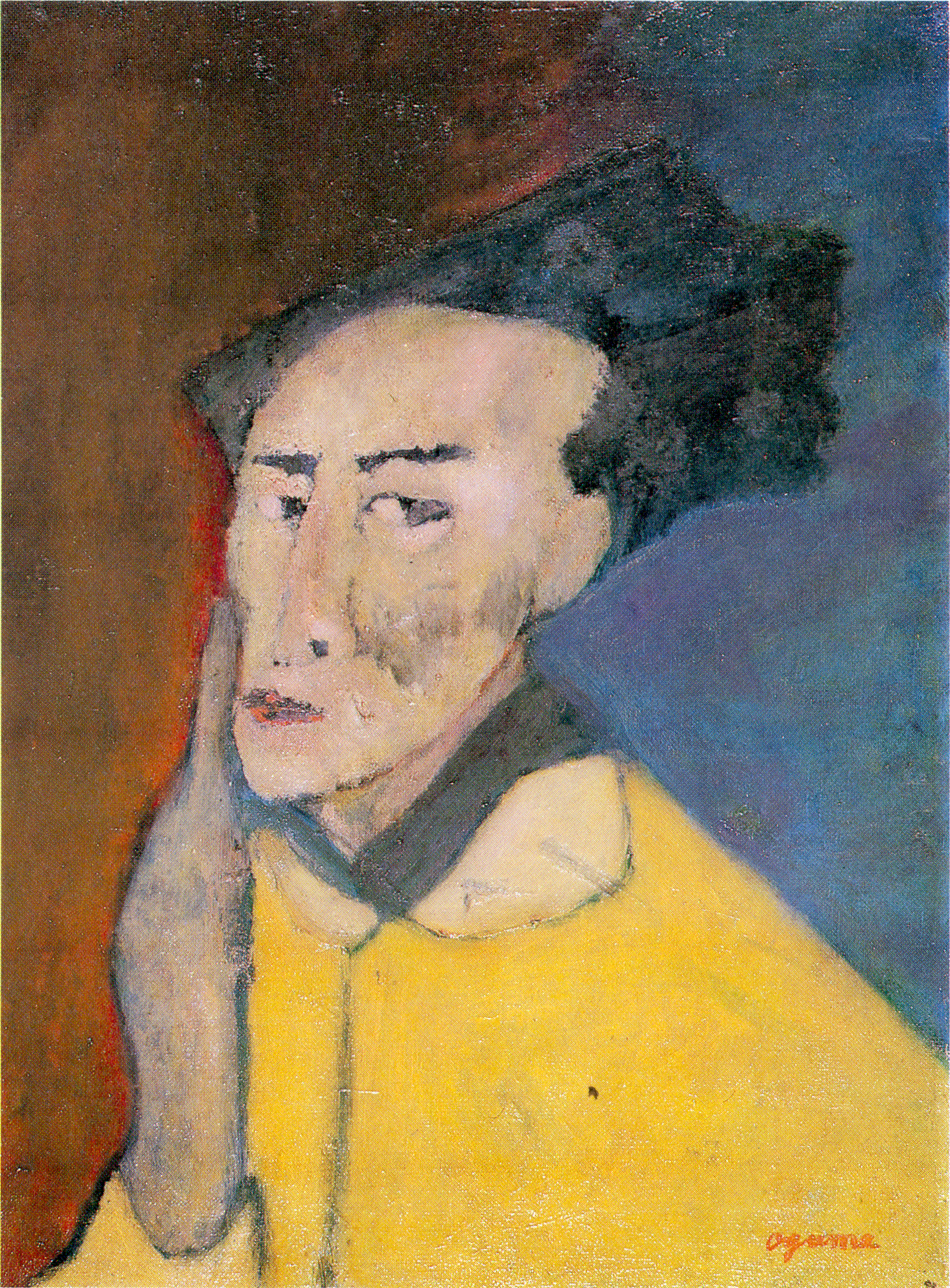
Selbstbildnis (1938)

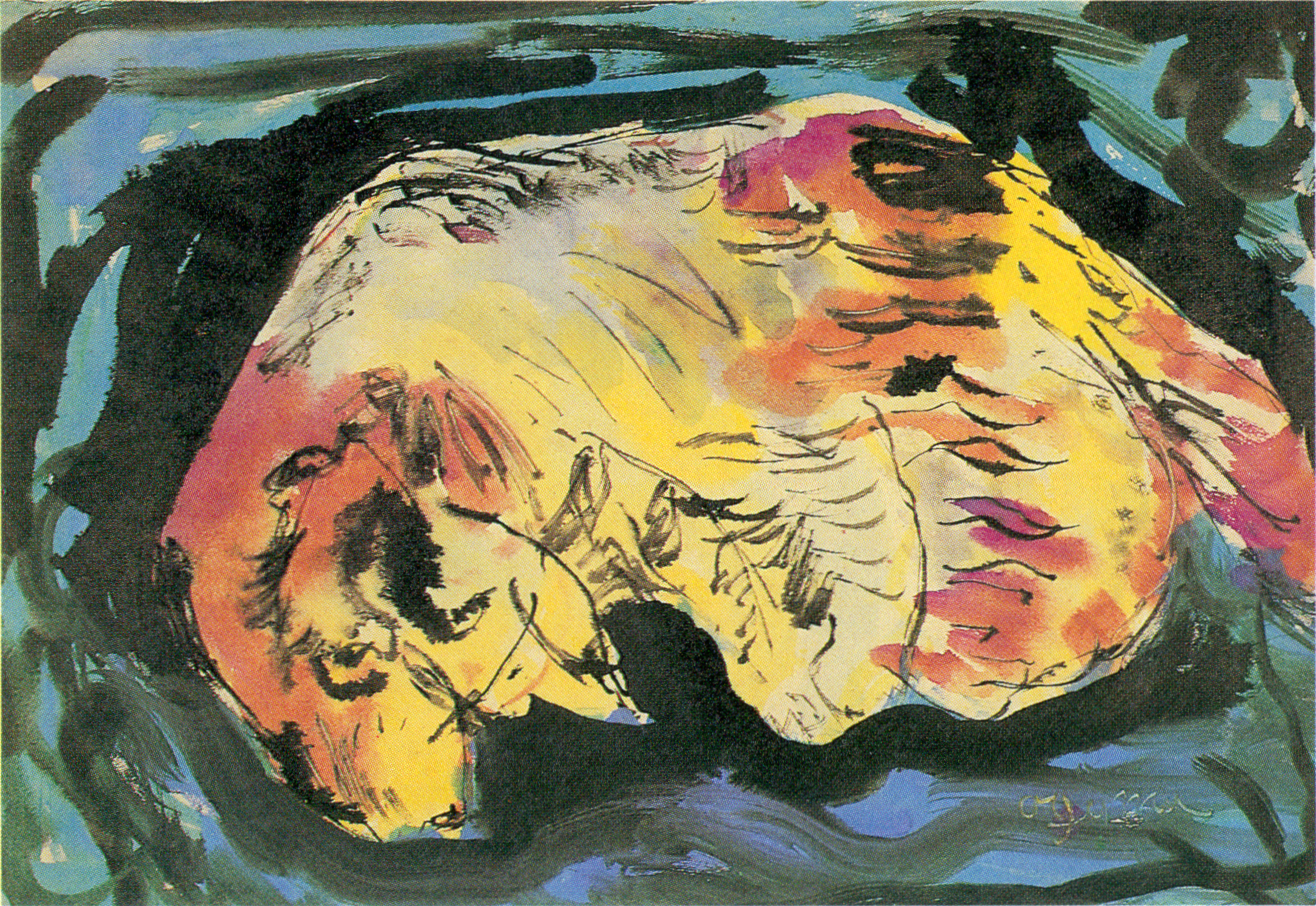
Eine Katze

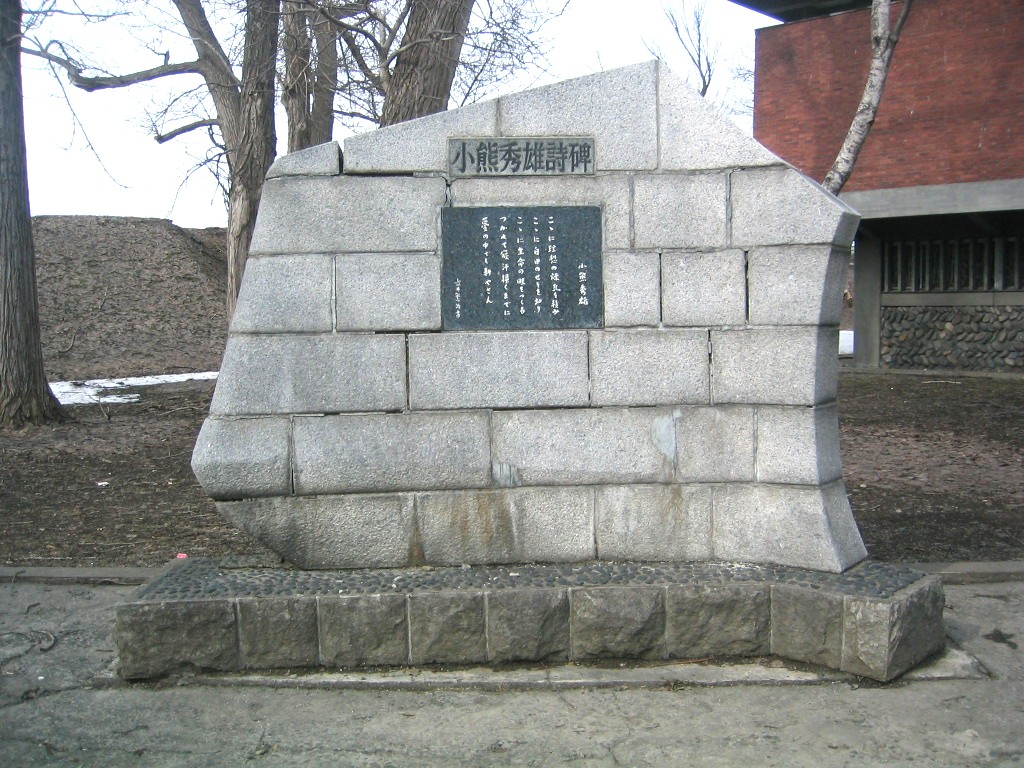
Gedenkstein mit Gedicht

Oguma Hideo begann nach dem Abitur an einer Oberschule in Sachalin verschiedene Arbeiten, bis er 1922 Mitarbeiter der Zeitung Asahikawa Shimbun (旭川新聞) wurde. Um diese Zeit begann er, Gedichte und Märchen zu schreiben. 1928 ging er nach Tokio und schrieb weiter Gedichte, geplagt von Armut und Krankheit.
1931 trat Oguma dem „Proletarischen Dichterbund“ (プロレタリア詩人会, Puroretaria shijinkai) bei. Als begeisterter Leser russischer Literatur wie der von Puschkin behielt er in Zeiten des beginnenden Militarismus in Japan eine zwar flexible, jedoch unnachgiebige Haltung bei. Er war mit seinen Gedichten, die so geschrieben wurden, als würde er „plaudern“, und seinen vielfältigen Kritiken an seiner Zeit einzigartig in der proletarischen Literatur.
1935 veröffentlichte er „Oguma Hideo shishū“ (小熊秀雄詩集) – „Oguma Hideo Gedichtsammlung“ und „Tobu sori“ (飛ぶ橇) – „Fliegender Schlitten“. Es folgten „Naganaga shūya“ (長長秋夜) – „Lange, lange Herbstabende“ und „Ryūmin shishū“ (流民詩集) – „Nomaden Gedichtsammlung“. Während er Theorien über Gemälde und Maler schrieb, hinterließ er eigene Gemälde, hauptsächlich Skizzen. Er spielte eine aktive Rolle bei der Einführung der Literaturmagazine „Enju“ (槐) – „Schnurbaum“ und „Gendai Bungaku“ (現代文学) – „Literatur der Gegenwart“, starb jedoch früh an Lungentuberkulose.
Ein Zitat aus der Gedichtsammlung Nomaden: „Menschen haben keine Hände, um ihre Herzen zu waschen, aber wir sollten das Herz haben, unsere Herzen gegenseitig zu waschen.“